# 小行星3111
小行星3111（3111 Misuzu）是一颗围绕太阳公转的小行星。1977年2月19日，香西洋树、古川麒一郎在木曾町发现了此天体。
該小行星以信濃國的別稱命名。
这颗小行星的绝对星等为291.6840264032107等。